# Marie Lotz
Marie Lotz (* 6. November 1877 in Basel; † 13. Oktober 1970 in Birsfelden, heimatberechtigt in Basel) war eine Schweizer Musikerin, Pädagogin und Malerin.

## Leben und Werk
Marie Lotz’ Eltern waren Johann Jakob Lotz und Maria, geborene Ecklin. Ihr Vater war Banquier. Lotz besuchte die «Töchterschule Basel», bestand das Lehrerinnenexamen und absolvierte eine Ausbildung am Konservatorium Basel in Klavierspiel und Gesang. In der Folge war sie die nächsten zehn Jahre als Musikerin und Klavierlehrerin tätig.

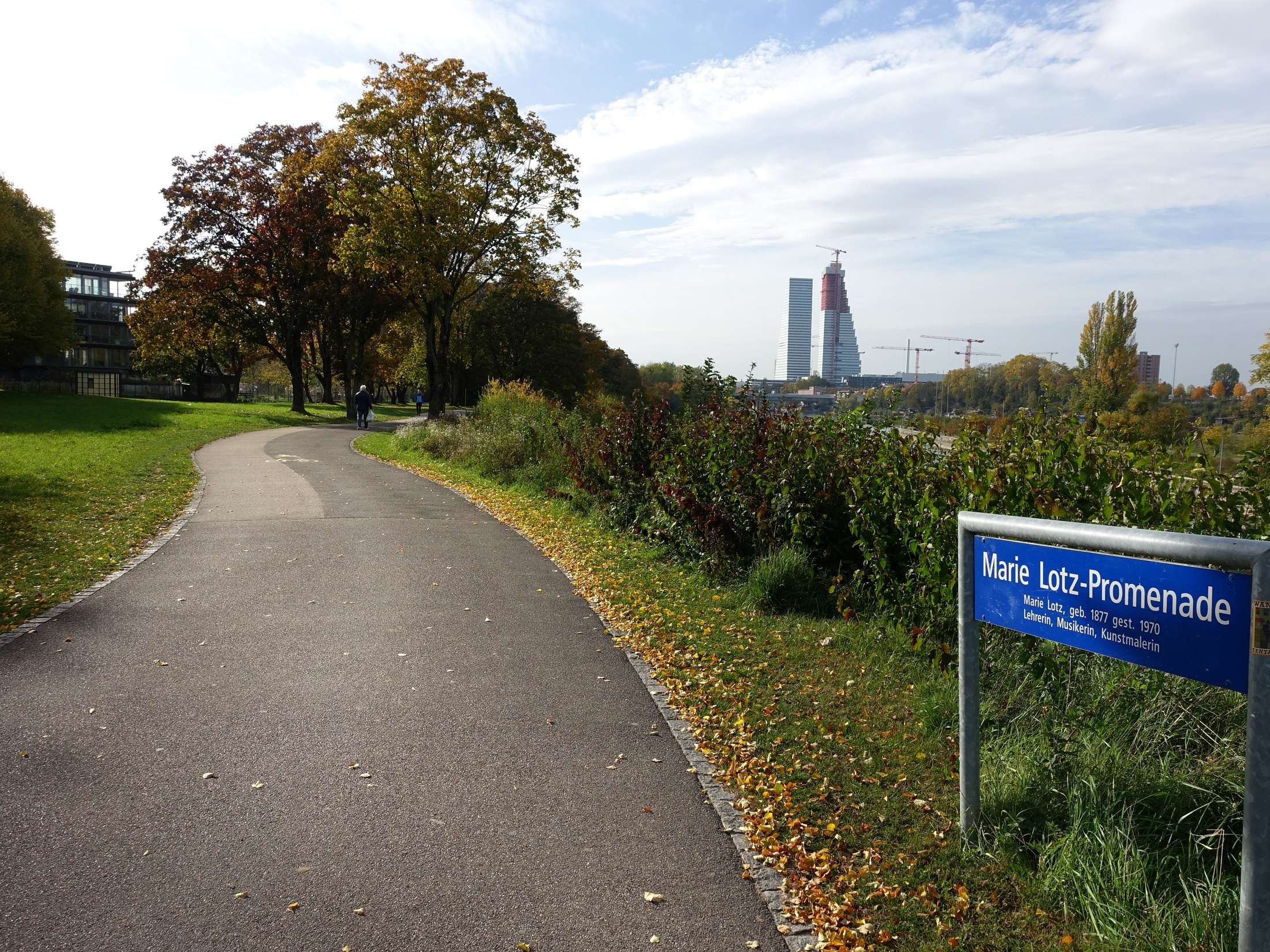
Marie Lotz-Promenade, Kraftwerk Birsfelden

Ab 1908 war Lotz in München und studierte an der «Schule für zeichnende Künste und Malerei» bei Moritz Heymann. Da sich Lotz dort bevormundet fühlte, wechselte sie an die Kunstschule in Dachau, wo sie von Hans von Hayek unterrichtet wurde. Marie Lotz malte Ölbilder, Aquarelle und spezialisierte sich auf Stillleben.
Lotz hielt sich 1910/1911 in München und einige Zeit in der ungarischen Künstlerkolonie in Nagybánya auf. 1912 war sie in Paris, arbeitete in verschiedenen Ateliers und bildete sich künstlerisch weiter. Von 1913 bis 1920 lebte Lotz in Basel und bis 1924 in Clausthal im Oberharz. Danach kehrte sie mittellos in die Schweiz zurück und liess sich in Birsfelden nieder.
Durch die Unterstützung einiger Freundinnen konnte sich Lotz eine halbwegs gesicherte Existenz als bildende Künstlerin aufbauen. Sie stellte ihre Werke u. a. in Galerien – Kunsthalle Bern, Kunsthalle Basel, Kunstmuseum Basel und Kunsthaus Zürich – sowie auf Schloss Ebenrain aus. In späteren Jahren unterrichtete sie als Zeichenlehrerin an der Freien Evangelischen Schule Basel.
Birsfelden ehrte Marie Lotz 2005 mit dem Strassennamen Marie Lotz-Promenade beim Kraftwerk Birsfelden. Die Gemeinde erhielt dafür im gleichen Jahr den Wanderpreis Prix Promenade, der an Gemeinden verliehen wird, die eine Strasse, einen Weg oder einen Platz nach einer weiblichen Persönlichkeit benennen.